# Emmanuelle Villard
 (janvier 2012).
Emmanuelle Villard (née en 1970 à Montpellier) est une artiste française qui vit et travaille à Paris.

## Biographie
De 1989 à 1994, Emmanuelle Villard étudie à L'École pilote internationale d'Art et de Recherche, La Villa Arson à Nice. En 2004, elle s'installe à Bruxelles. En 2009, elle revient à Paris où elle est représentée par la Galerie Les Filles du Calvaire à Paris.

## Œuvre
En explorant point par point la peinture comme matière et objet de représentation, Emmanuelle Villard questionne la validité actuelle de la peinture abstraite. Elle utilise les artifices et les simulacres d'une société de l'Entertainement, de la consommation et de la séduction pour créer des objets-peintures, des peintures-objets à la surface desquels la matière picturale fait son œuvre (agglutinements, fissures, glissements) laissant ainsi entrevoir la mascarade de cette séduction du premier regard et sa décadence à venir.[Interprétation personnelle ?]

## Expositions individuelles
1996
- Galerie de la Villa, Villa Arson, Nice, France

1997
- Flowers ?, espace Hervé Loevenbruck, Paris, France

1998
- Æntre deux, galerie Art et Patrimoine, Paris

2000
- Duo avec Heidi Wood, centre d’art L’H du siège, Valenciennes, France
- Senza Fatica, avec Nicolas Chardon, Artère, Boulogne, France

2002
- The Box Associati, Turin, Italie
- Centre d’art La Criée, Rennes, France

2003
- Galerie Les filles du calvaire, Bruxelles, France
- Hugs & Kiss, galerie Olivier Houg, Lyon, France

2004
- Agalmata, Le Crédac, Ivry-sur-Seine, France

2006
- Hypsody, dans le cadre de Paris Calling, a season of contemporary art from France, Vanessa Suchar, Londres, Grande-Bretagne
- Pleasuredome, galerie Les filles du calvaire, Bruxelles, Belgique
- Projet Home Sweet Home, Centre de Création Contemporaine, Tours, France

2007
- Posturale attitude, Galerie Les filles du calvaire, Paris, France
- Paint it, black, CCNOA, Bruxelles, Belgique

2008
Medley, VF galerie, Marseille, France
2009
- Sotto i lustrini, Galerie Artema, Modène, Italie
- Sans repentir, Galerie Les filles du calvaire, Bruxelles, Belgique
- Folding Screens, La Maréchalerie – centre d’art, Versailles, France

2011
- Artifici finti #2, Abbaye de Maubuisson, Saint-Ouen-l’Aumône, France
- Artifici finti #1, Galerie Les filles du calvaire, Paris, France

2012
- Galerie Artema, Modène, Italie
- Villa Tamaris, Toulon, France

## Expositions collectives (sélection)
1997
- éclats, l’Atelier Parisien, Paris, France
- Remaniements, Espace Traverse, Paris, France

1998
- Circuit, Lausanne, Suisse
- Commerce, galerie Gaxotte, Porrentruy, Suisse
- Les impromptus, Le Crédac, Ivry-sur-Seine, France

1999
- Millennium Show, Celeste & Eliot kunstsalon, Zürich, Suisse
- 9.0, Web Bar, Paris, France
- Peinture, démarches actuelles, La Villa du Parc, Annemasse, France
- éclats 2, galerie éof, Paris, France
- Marius, César, Epiphanie, Nouvelle Galerie, Grenoble, France

2000
- Connexe, Circuit, Lausanne, Suisse
- Usage, Mellow Birds, Londres, Grande-Bretagne
- Sweet, galerie Evelyne Canus, Paris, France

2001
- Ironie und Alltag, galerie Chromosome, Berlin, Allemagne
- Cousu de fil blanc, galerie Anne Barrault, Paris, France
- Quotidien aidé (des locataires), Beaux-Arts, Tours, France

2002
- Technique mixte, origine Sud, galerie Evelyne Canus, Bâle, Suisse
- Les heures claires, Villa Savoye, Poissy, France
- White not !, Maison populaire, Montreuil, France
- Voilà la France, Turin, Italie
- Painting on the move, galerie Evelyne Canus, Bâle, Suisse
- Super-abstr-action 2, galerie No Code, Bologne, Italie
- Pause, galerie Cent8, Paris
- Chambre Double, Galerie Alain Le Gaillard à l'Hôtel La Louisiane, Paris, France[1].

2003
- Quator plastique, Beaux-Arts, Valence, France
- Slots, Kunsthalle Palazzo, Liestal, Suisse
- Cousu de fil blanc, La Friche de la Belle de mai, Marseille, France
- Compilation ?, Maison populaire, Montreuil, France

2004
- Molti Multipli, CCNOA, Bruxelles, Belgique
- Collective, CCNOA, Bruxelles, Belgique
- Le Salon, Kunsthalle Palazzo, Liestal, Suisse

2005
- Painted Objects, PS, Amsterdam, Pays-Bas
- Magnétique, CCC, Centre de Création Contemporaine, Tours, France
- Prix Altadis, École des Beaux-Arts, Madrid, Espagne
- Summer exhibition, galerie Alain Le Gaillard, Carpenters Workshop, Londres, Grande-Bretagne
- Minimal Pop, galerie Les Filles du Calvaire, Paris/Bruxelles, France/Belgique
- Hors les murs, galerie Alain Le Gaillard, Map, Bruxelles, Belgique
- Peinture, galerie de Multiples, Paris, France

2006
- Double exposure, a dialogue between painting & photography, CCNOA, Bruxelles, Belgique
- L’égosystème, La Station, Le Confort Moderne, Poitiers, France
- Mais que font-ils de l’héritage ?, Maison de la culture, Bourges, France
- Summer show, Galerie Georges Bessière, Noirmoutier, France
- Soixante quatorze et un jour, Musée d’Art et d’Histoire, Saint-Denis, France
- La Force de l’Art, Grand Palais, Paris, France
- 2Step, Kunstnernes Hus, Oslo & Hertfordshire University Galeries, Hatfield, Grande-Bretagne
- Serendipity, Le salon for art collectors, Londres, Grande-Bretagne
- Painted Objects, CCNOA, Bruxelles, Belgique

2007
- Multi-Plier, Galerie Les filles du calvaire, Bruxelles, Belgique
- Silence, Nit de l’Art 2007, Aba Art Contemporani, Palma de Mallorca, Espagne
- Conversations, Musée de Kerava, Finlande
- Pas de soucis…, NOS, Non Objective South, Tulette, France
- Parcours Saint-Germain, Paris, France
- My eyes keep me in trouble, Nieuwe Vide, Haarlem, Pays-Bas
- Altitude de croisière, VF galerie, Marseille, France
- Nice to meet you, Mamac, Musée d’Art Moderne et d’Art Contemporain, Nice, France
- A bit o’white, CCNOA, Center for Contemporary Non-Objective Art, Bruxelles, Belgique
- Minimal Pop, Art et Amiciciae, Amsterdam, Pays-Bas

2008
- Affinidades Electivas, Centre d’art La Panera, Lleida, Espagne
- Bruxelles, territoire de convergences, Musée d’Ixelles, Bruxelles, Belgique
- Biennale de sculptures de Laval, France
- My eyes keep me in trouble, The physic room, Christchurch, NZ, et SKA, Sidney, Australie

2009
- Glissement de terrain, galerie Les filles du calvaire, Paris, France
- A dessein, L’Atelier-Bastille, Nantes, France
- Und 5, Villa abandonnée, Nice, France
- L’empathie des parties, Crac, Sète, France

2010
- L’état de surface, Les instants chavirés, Montreuil, France
- Transfrontaliers, Le 19, Montbéliard, France
- Extramuros, galerie Miquel Alzueta, Barcelone, Espagne
- Le Carillon de Big Ben, Le Crédac, Ivry-sur-Seine, France
- My eyes keep me in trouble, La Station, Nice, France

2011
- Multiples & co, Villa du Parc, Annemasse, France
- Not for sale, Passage de Retz, Paris, France
- FIAC, Galerie de Multiples, Grand Palais, Paris, France
- Paillettes, prothèses, poubelles, Sala San Miguel, Fundación Caja de Pensiones, Castellón de la Plana, Espagne

2012
- La fureur de l'éternuement, Galerie des Beaux-Arts, Rouen, France

## Commandes Publiques
- Pôle Culturel de Châtenay-Malabry, France

## Collections
- Fonds National d’Art Contemporain, Paris, France
- Fonds Départemental d’Art Contemporain de Seine-Saint-Denis, France
- Fonds Régional d’Art Contemporain d’Ile-de-France
- Fonds municipal d'art contemporain de la Ville de Paris
- Daimler Chrysler Collection, Berlin, Allemagne

## Publications
- Emmanuelle Villard, Éditions Analogues, 2012-2013
- After the crash, publications Associazionz Arte Contempranea and Politecnica of Marche University, 2001, collectif
- Paillettes, Prothèses, Poubelles, éditions Bancaja-Fundation Caja Castellon, 2011, collectif
- Afinidades electivas, éditions Centre d’Art La Panera et CRAC Languedoc-Roussillon, 2009, collectif
- La force de l’art 01/Le livre, éd. RMN et CNAP, 2007, collectif
- L’égosystème, 10 ans de la Station au Confort Moderne, 2007, collectif
- Les disparus, Livres d'artiste
- Nice to meet you, éditions Nice Musées, 2007, collectif
- Paris calling, a season of contemporary art from France, 2006, collectif
- Catalogue Emmanuelle Villard, édition galerie de multiples, Paris, coédition : Le crédac, Centre d’art d’Ivry et La Criée centre d’art contemporain, Rennes, 2005
- Peinture : cinq regards, éditions du regard, 2005, collectif
- L’art contemporain en France, Catherine Millet, éditions Flammarion, 2005, collectif
- Emmanuelle Villard Pheintures, Saison#10, Filigranes Editions, 2003
- Comment s’appelle la partie immergée de l’iceberg ?, 2003, collectif
- Catalogue Emmanuelle Villard, publication La Criée, 2002 :
- Les heures claires, catalogue de l’exposition, éditions du patrimoine, 2002
- Quotidien aidé (les locataires), catalogue de l’exposition, 2001
- Usage, catalogue de l’exposition, 2000
- Ironie et kitsch, L’H du Siège, 2000
- Les impromptus, trois accrochages collectifs, éditions du crédac, 1998
- Catalogue Emmanuelle Villard Æntre deux, galerie Art et Patrimoine, 1998
- Catalogue Emmanuelle Villard, éditions de la Villa Arson, 1996